# Конференция католических епископов ЦАР
Конференция католических епископов Центральноафриканской Республики (англ. Central African Episcopal Conference, CAEC; фр.  Conférence Episcopal Centrafricaine) — коллегиальный орган национального церковно-административного управления Римско-Католической церкви в Центральноафриканской Республике. Конференция католических епископов Центральноафриканской Республики объединяет всех епископов и архиепископов латинского обряда, проживающих на территории страны.
Конференция католических епископов осуществляет определённые пастырские функции, направленные для решения литургических, дисциплинарных и иных вопросов, возникающих в католической общине Центральноафриканской Республики. Высшим органом Конференции католических епископов является общее собрание епископов. Решения Конференции католических епископов Франции утверждаются Римским папой.
Основана в 1970 году. Является членом Ассоциации епископских конференций Центральной Африки и Симпозиума епископских конференций Африки и Мадагаскара.
Председатели
- Иоахим Н’Дайен, архиепископ Банги (1970—1997);
- Полен Помодимо, епископ Босангоа и архиепископ Банги (1997—2005);
- Франсуа-Ксавье Йомбандже, епископ Босангоа (2005—2008);
- Полен Помодимо, архиепископ Банги (2008—2009);
- Армандо Умберто Джанни, епископ Буара (2009—2010);
- Эдуар Мато, епископ Бамбари (2010 года — 2013).
- Дьёдонне Нзапалаинга, кардинал, архиепископ Банги (с 2013 года — по настоящее время).